# Maur (Zwitserland)
Maur is een gemeente en plaats in het Zwitserse kanton Zürich, en maakt deel uit van het district Uster.
Maur telt 9007 inwoners.